# ABN AMRO World Tennis Tournament 2022
ABN AMRO World Tennis Tournament 2022 byl tenisový turnaj pořádaný jako součást mužského okruhu ATP Tour, který se odehrával v aréně Rotterdam Ahoy na krytých dvorcích s tvrdým povrchem GreenSet. Konal se netradičně mezi 7. až 13. únorem 2022 v nizozemském Rotterdamu jako čtyřicátý devátý ročník turnaje.
Turnaj s rozpočtem 1 349 070 eur patřil do kategorie ATP Tour 500. Nejvýše nasazeným hráčem ve dvouhře byl čtvrtý tenista světa Stefanos Tsitsipas z Řecka, který prohrál finálový duel. Jako poslední přímý účastník hlavní singlové soutěže nastoupil 60. hráč žebříčku, Ital Lorenzo Musetti.
První singlový titul na okruhu ATP Tour vybojoval Kanaďan Félix Auger-Aliassime, a to až při své deváté finálové účasti. Čtyřhru ovládli Nizozemci Robin Haase a Matwé Middelkoop, kteří i ve čtvrtém boji o titul udrželi finálovou neporazitelnost.

## Rozdělení bodů a finančních odměn

### Rozdělení bodů
| Soutěž  | vítězové | finalisté | semifinalisté | čtvrtfinalisté | 16 v kole | 32 v kole | Q  | Q2 | Q1 |
| ------- | -------- | --------- | ------------- | -------------- | --------- | --------- | -- | -- | -- |
| dvouhra | 500      | 300       | 180           | 90             | 45        | 0         | 20 | 10 | 0  |
| čtyřhra | 500      | 300       | 180           | 90             | 0         | —         | —  | —  | —  |

### Finanční odměny
| Soutěž                                      | vítězové  | finalisté | semifinalisté | čtvrtfinalisté | 16 v kole | 32 v kole | Q2      | Q1      |
| ------------------------------------------- | --------- | --------- | ------------- | -------------- | --------- | --------- | ------- | ------- |
| dvouhra                                     | 109 565 € | 81 290 €  | 57 725 €      | 38 875 €       | 24 745 €  | 14 135 €  | 7 070 € | 3 635 € |
| čtyřhra                                     | 40 050 €  | 30 630 €  | 21 210 €      | 14 130 €       | 8 250 €   | —         | —       | —       |
| částka v deblových soutěžích uváděna na pár |           |           |               |                |           |           |         |         |

## Mužská dvouhra

### Nasazení
| Stát                          | Hráč                  | ATP | Nasazení |
| ----------------------------- | --------------------- | --- | -------- |
| Řecko                         | Stefanos Tsitsipas    | 4.  | 1.       |
| Rusko                         | Andrej Rubljov        | 7.  | 2.       |
| Kanada                        | Félix Auger-Aliassime | 9.  | 3.       |
| Polsko                        | Hubert Hurkacz        | 11. | 4.       |
| Kanada                        | Denis Shapovalov      | 12. | 5.       |
| Spojené království            | Cameron Norrie        | 13. | 6.       |
| Rusko                         | Aslan Karacev         | 15. | 7.       |
| Gruzie                        | Nikoloz Basilašvili   | 21. | 8.       |
| Žebříček ATP k 31. lednu 2022 |                       |     |          |

### Jiné formy účasti
Následující hráči obdrželi divokou kartu do hlavní soutěže:
- Tallon Griekspoor
- Andy Murray
- Jo-Wilfried Tsonga

Následující hráč obdržel do hlavní soutěže zvláštní výjimku:
- Mikael Ymer

Následující hráči postoupili z kvalifikace:
- Jegor Gerasimov
- Henri Laaksonen
- Jiří Lehečka
- Bernabé Zapata Miralles

Následující hráč postoupil z kvalifikace jako šťastný poražený:
- Hugo Gaston

### Odhlášení
před zahájením turnaje
- Roberto Bautista Agut → nahradil jej  Kwon Sun-u
- Arthur Rinderknech → nahradil jej  Hugo Gaston
- Borna Ćorić → nahradil jej  Alejandro Davidovich Fokina
- Daniil Medveděv → nahradil jej  Mackenzie McDonald
- Gaël Monfils → nahradil jej  Alexei Popyrin
- Jannik Sinner → nahradil jej  Botic van de Zandschulp

## Mužská čtyřhra

### Nasazení
| Stát                          | Hráč           | Stát               | Hráč           | ATP | Nasazení |
| ----------------------------- | -------------- | ------------------ | -------------- | --- | -------- |
| Chorvatsko                    | Nikola Mektić  | Chorvatsko         | Mate Pavić     | 3.  | 1.       |
| Chorvatsko                    | Ivan Dodig     | Brazílie           | Marcelo Melo   | 38. | 2.       |
| Francie                       | Nicolas Mahut  | Francie            | Fabrice Martin | 38. | 3.       |
| Nizozemsko                    | Wesley Koolhof | Spojené království | Neal Skupski   | 41. | 4.       |
| Žebříček ATP k 31. lednu 2022 |                |                    |                |     |          |

### Jiné formy účasti
Následující páry obdržely divokou kartu do hlavní soutěže:
- Tallon Griekspoor /  Botic van de Zandschulp
- Robin Haase /  Matwé Middelkoop

Následující pár postoupil z kvalifikace:
- Jesper de Jong /  Sem Verbeek

### Odhlášení
před zahájením turnaje
- Tim Pütz /  Michael Venus → nahradili je  Lloyd Harris /  Tim Pütz

## Přehled finále

### Mužská dvouhra
- Félix Auger-Aliassime vs.  Stefanos Tsitsipas, 6–4, 6–2

### Mužská čtyřhra
- Robin Haase /  Matwé Middelkoop vs.  Lloyd Harris /  Tim Pütz, 4–6, 7–6(7–5), [10–5]